# José Ávila
José Andrés Ávila De Santiago (sinh ngày 1 tháng 5 năm 1998) là một cầu thủ bóng đá người México thi đấu ở vị trí Tiền vệ tấn công cho Club Atlas.

## Sự nghiệp

### Youth
Ávila gia nhập học viện trẻ Atlas năm 2012. Sau đó anh vượt qua Học viện trẻ Club Atlas ở các cấp độ U-15,U-17 và U-20. Until cũng vào được đội một, José Guadalupe Cruz là người đã đẩy Ávila lên đội một.

### Club Atlas
Vào 20 tháng 10 năm 2017 Ávila có màn ra mắt ở Liga MX trước Club Tijuana thi đấu 71 phút trong chiến thắng 1–0.